# Le Songe d'or de l'avare
Pour plus de détails, voir Fiche technique et Distribution.
Le Songe d'or de l'avare est un film de Georges Méliès sorti en 1900 au début du cinéma muet.

## Fiche technique
- Réalisateur et producteur : Georges Méliès
- Sociétés de production : Georges Méliès et Star Film
- Format : Muet - Noir et blanc - 1,33:1 - 35 mm